# Ämten (Åtvids socken, Östergötland)
Ämten är en sjö i Kinda kommun och Åtvidabergs kommun i Östergötland och ingår i Storåns huvudavrinningsområde. Sjön har en area på 0,897 kvadratkilometer och ligger 118,1 meter över havet.

## Delavrinningsområde
Ämten ingår i det delavrinningsområde (644646-151119) som SMHI kallar för Utloppet av Nedre Virken. Medelhöjden är 119 meter över havet och ytan är 13,39 kvadratkilometer. Räknas de 3 avrinningsområdena uppströms in blir den ackumulerade arean 35,87 kvadratkilometer. Vattendraget som avvattnar avrinningsområdet har biflödesordning 2, vilket innebär att vattnet flödar genom totalt 2 vattendrag innan det når havet efter 50 kilometer. Avrinningsområdet består mestadels av skog (70 procent). Avrinningsområdet har 3,48 kvadratkilometer vattenytor vilket ger det en sjöprocent på 26 procent.